# Schweinslust
Schweinslust ist ein Wohnplatz im Ortsteil Schwarzholz der Gemeinde Hohenberg-Krusemark im Landkreis Stendal, Sachsen-Anhalt.

## Geografie
Der Hof Schweinslust liegt etwa zwei Kilometer nordöstlich von Schwarzholz unweit von Kirchpolkritz etwa 3 Kilometer westlich der Elbe am Seegraben Iden in der Altmark.
Nachbarorte sind Tannhäuser und Schwarzholz im Südwesten, Wischehöfe im Nordwesten, Rosenhof im Nordosten, Osterholz im Osten und Altenzaun im Südosten.

## Geschichte
Hans Rehberg berichtete im Jahre 2000 in der „Chronik von Schweinslust“ aus der Geschichte des Hofes. Die Chronik wurde in Auszügen in der Reihe „Wissen der Region“ veröffentlicht.
Der Hof Schweinslust wurde in den Jahren 1927 und 1928 auf einen Urnenfeld zwischen Kirchpolkritz und dem Dorf Polkritz, dem heutigen Schwarzholz, auf einem 100 Hektar großen Grundstück der Familie Falke von der Großeinkaufs-Gesellschaft Deutscher Consumvereine mbH (GEG) mit Sitz in Hamburg errichtet und an die Familie Rehberg verpachtet. Es entstand eine Gebrauchszucht mit über 300 Sauen und 200 Mastschweinen, wobei die Mastschweine im ebenfalls der GEG gehörigen Gut Osterholz gemästet wurden. Es wurden auch abgestoßene Waren, die nicht mehr zum Verkauf geeignet waren, an die Tiere verfüttert, beispielsweise Lebkuchen, Schokolade und Obst aus Dosen. In den 1930er Jahren sanken die Schweinepreise, das führte zum Niedergang der Haltung und zum vollständigen Ruin des Pächters. Der Pachtvertrag wurde seitens der GEG gelöst und dem Pächter die meisten Schulden erlassen.
Im Zuge der Bodenreform nach 1945 wurde der Falkesche Hof aufgesiedelt. Sieben Neubauernwirtschaften waren entstanden. Im Jahre 1953 entstand die Landwirtschaftliche Produktionsgenossenschaft vom Typ III, die LPG „Max Reimann“, der die 7 Neubauern vom Falkeschen Hof geschlossen beitraten. Sie hatte ihren Sitz auf den Hasenfußschen Hof. Im Jahre 1986 wurde von Viehbrigade „Schweinslust“ Altenzaun berichtet.
Im Jahre 2000 war das Grundstück Schweinslust wieder in Besitz der Familie Rehberg. Es umfasste damals drei Häuser, zwei Ferienwohnungen, einen Bungalow, eine Mehrzweckhalle, große Stallungen und Garagen.

## Wirtschaft
Das eingezäunte Gelände wird heute unter anderem als Ferienwohnung mit Küche und einem eingetragenen Stellplatz für Wohnmobile bewirtschaftet.